# 23e corps d'armée (Allemagne)
Pour les articles homonymes, voir 23e corps d'armée.
Le XXIIIe corps d'armée (allemand : XXIII. Armeekorps) est un corps d'armée de l'armée de terre allemande pendant la Seconde Guerre mondiale.
Il participe à la campagne de l'Ouest en 1940, et à l'invasion de l'URSS à l'été 1941, il combat ainsi jusqu'à la fin de la guerre sur le front de l'Est.

## Historique
Le 21 novembre 1938 le Kommandostab Eifel est créé à Bonn dans le Wehrkreis VI, il est renommé Generalkommando der Grenztruppen Eifel le 17 mars 1939. Il est finalement renommé Generalkommando XXIII. Armeekorps le 18 septembre 1939. Dans le plan d'offensive à l'ouest, il doit avec ses trois divisions d'infanterie (34e, 73e et 76e DI) franchir la Moselle qui sépare l'Allemagne du Luxembourg et gagner le sud de ce pays le plus rapidement, sur toute sa frontière avec la France (entre Pétange et la Moselle) dans le cadre de la mission de la 16e armée qui doit défendre le flanc sud de l'offensive à travers l'Ardenne. Pour s'assurer de s'installer au plus vite au sud du Luxembourg, le XXIIIe corps d'armée avec les suggestions de l'OKH monte l'opération aéroportée Hedderich : la 34e DI forme un Luftkommando de cinq groupes de 25 hommes qui, transportés par la rotation de 25 Fieseler Storch, doivent s'emparer chacun d'un des carrefours sur les cinq principaux itinéraires supposés de l'intervention attendue de la cavalerie française au Luxembourg. Ces hommes doivent ensuite être rapidement rejoint par six Jagdgruppen (quatre de la 34e DI et deux de la 76e DI) d'une vingtaine d'hommes précédant deux détachements d'avant-garde (la Voraus-Abteilung A en avant de la 34e DI, la B en avant de la 76e DI) et un détachement de cavalerie (entre les deux détachements d'avant-garde).

## Organisation

### Commandants successifs
| Date                                 | Grade                    | Commandant              |
| ------------------------------------ | ------------------------ | ----------------------- |
| 1er septembre 1939 - 26 octobre 1939 | General der Infanterie   | Erich Raschick          |
| 26 octobre 1939 - 25 juillet 1942    | General der Infanterie   | Albrecht Schubert       |
| 25 juillet 1942 - 19 janvier 1943    | General der Infanterie   | Carl Hilpert            |
| 19 janvier 1943 - 7 décembre 1943    | Generaloberst            | Johannes Frießner       |
| 7 décembre 1943 - 2 février 1944     | General der Panzertruppe | Hans Freiherr von Funck |
| 2 février 1944 - 12 octobre 1944     | General der Pioniere     | Otto Tiemann            |
| 12 octobre 1944 - 8 mai 1945         | General der Infanterie   | Walter Melzer           |

### Chef des Generalstabes
| Date                               | Grade               | Commandant            |
| ---------------------------------- | ------------------- | --------------------- |
| ? 1939 - 15 février 1941           | Generalmajor i.G.   | Erich Brandenberger   |
| 15 février 1941 - 1er octobre 1941 | Oberst i.G.         | Anton von Mauchenheim |
| 1er octobre 1941 - 19 mars 1942    | Generalmajor i.G.   | Ludwig Müller         |
| 20 mars 1942 - 14 mai 1942         | Oberstleutnant i.G. | Walter Reinhard       |
| 15 mai 1942 - Juillet 1943         | Oberst i.G.         | Siegfried Rasp        |
| Juillet 1943 - 10 juin 1944        | Oberst i.G.         | Heinz Langmann        |
| Juin 1944 - ? 1945                 | Oberst i.G.         | Gerhard Reimpel       |

### 1. Generalstabsoffizier (Ia)
| Date                            | Grade               | Commandant              |
| ------------------------------- | ------------------- | ----------------------- |
| 1er mars 1939 - 9 décembre 1940 | Oberstleutnant i.G. | Otto von Kries          |
| 21 juin 1941) - septembre 1941  | Major i.G.          | Adolf Schneider-Wentrup |
| Septembre 1941 - septembre 1943 | Hauptmann i.G.      | Dietrich Lemcke         |
| Septembre 1943 - 10 juin 1944   | Oberstleutnant i.G. | Werner Reerink          |
| Juin 1944 - ? 1945              | Major i.G.          | Siegfried Schulz        |
| ? 1945 - ? 1945                 | Major i.G.          | Jung                    |

## Théâtres d'opérations
- Ligne Siegfried : septembre 1939 - juin 1941
- Front de l'Est secteur centre : juin 1941 - mai 1945

## Ordre de batailles

### Rattachement d'armées
| Date          | Armée          | Groupe d'armées       |
| ------------- | -------------- | --------------------- |
| 1939          |                |                       |
| Septembre     | 5. Armee       | Heeresgruppe C        |
| Octobre       | 6. Armee       | Heeresgruppe B        |
| 1er septembre | 16. Armee      | Heeresgruppe A        |
| 1940          |                |                       |
| Janvier       | 16. Armee      | Heeresgruppe A        |
| Juin          | 12. Armee      | Heeresgruppe A        |
| Juillet       | 9. Armee       | Heeresgruppe A        |
| Août          | 12. Armee      | Heeresgruppe A        |
| 1941          |                |                       |
| Janvier       | 16. Armee      | Heeresgruppe A        |
| Mai           | 15. Armee      | Heeresgruppe D        |
| Juin          | 16. Armee      | Heeresgruppe Nord     |
| Juillet       | z. Vfg.        | Heeresgruppe Nord     |
| Août          | 9. Armee       | Heeresgruppe Mitte    |
| 1942          |                |                       |
| Janvier       | 9. Armee       | Heeresgruppe Mitte    |
| 1943          |                |                       |
| Janvier       | 9. Armee       | Heeresgruppe Mitte    |
| Avril         | z. Vfg.        | Heeresgruppe Mitte    |
| Mai           | 2. Panzerarmee | Heeresgruppe Mitte    |
| Juillet       | 9. Armee       | Heeresgruppe Mitte    |
| Août          | 2. Panzerarmee | Heeresgruppe Mitte    |
| Septembre     | 9. Armee       | Heeresgruppe Mitte    |
| 1944          |                |                       |
| Janvier       | 2. Armee       | Heeresgruppe Mitte    |
| 1945          |                |                       |
| Janvier       | 2. Armee       | Heeresgruppe Mitte    |
| Février       | 2. Armee       | Heeresgruppe Weichsel |
| Avril         | AOK Ostpreußen | OKH                   |

### Unités subordonnées

#### Unités organiques
- Arko 122[1]
- Korps-Nachrichten-Abteilung 423[1]
- Korps-Nachschubtruppen 308[1]

#### Unités rattachées
1er septembre 1939
- 26e division d'infanterie
- 86e division d'infanterie
- 227e division d'infanterie
- Festungs-Kommandant Aachen (commandement de forteresse Aix-la-Chapelle)
- Grenzschutzverband Trier (unité de défense de frontière Trèves)

10 mai 1940
- 34e division d'infanterie
- 73e division d'infanterie
- 76e division d'infanterie

8 juin 1940
- 73. Infanterie-Division
- 86. Infanterie-Division
- 82. Infanterie-Division

26 juin 1940
- 73. Infanterie-Division
- 82. Infanterie-Division

16 juin 1940
- 73. Infanterie-Division
- 86. Infanterie-Division
- 82. Infanterie-Division

20 juillet 1941
- 206. Infanterie-Division
- 110. Infanterie-Division
- 86. Infanterie-Division

12 août 1941
- 86. Infanterie-Division
- 251. Infanterie-Division
- 253. Infanterie-Division
- 110. Infanterie-Division

2 septembre 1941
- 251. Infanterie-Division
- 86. Infanterie-Division
- 253. Infanterie-Division

25 septembre 1941
- 251. Infanterie-Division
- 102. Infanterie-Division
- 256. Infanterie-Division
- 206. Infanterie-Division

30 octobre 1941
- 206. Infanterie-Division
- 102. Infanterie-Division
- 251. Infanterie-Division
- 256. Infanterie-Division
- 253. Infanterie-Division

28 décembre 1941
- 206. Infanterie-Division
- 102. Infanterie-Division
- 256. Infanterie-Division
- 253. Infanterie-Division

11 janvier 1942
- 206. Infanterie-Division
- 102. Infanterie-Division
- SS-Reiterbrigade Fegelein

18 février 1942
- 206. Infanterie-Division
- 102. Infanterie-Division
- 253. Infanterie-Division

13 avril 1942
- 102. Infanterie-Division
- 253. Infanterie-Division
- 110. Infanterie-Division

10 mai 1942
- 102. Infanterie-Division
- 253. Infanterie-Division
- 110. Infanterie-Division
- 129. Infanterie-Division

16 juin 1942
- 102. Infanterie-Division
- 253. Infanterie-Division
- 110. Infanterie-Division
- 129. Infanterie-Division
- 1. Panzer-Division

1er juillet 1942
- 110. Infanterie-Division
- 129. Infanterie-Division
- 102. Infanterie-Division
- 1. Panzer-Division
- 5. Panzer-Division

8 août 1942
- 253. Infanterie-Division
- 110. Infanterie-Division
- 86. Infanterie-Division
- 246. Infanterie-Division
- 197. Infanterie-Division
- 129. Infanterie-Division

22 août 1942
- 253. Infanterie-Division
- 110. Infanterie-Division
- 86. Infanterie-Division
- 246. Infanterie-Division
- 197. Infanterie-Division

19 octobre 1942
- 253. Infanterie-Division
- 110. Infanterie-Division
- 86. Infanterie-Division
- 246. Infanterie-Division
- 206. Infanterie-Division
- Infanterie-Division Großdeutschland (OKH-Reserve)

8 novembre 1942
- 253. Infanterie-Division
- 110. Infanterie-Division
- 206. Infanterie-Division
- Infanterie-Division Großdeutschland (OKH-Reserve)

22 décembre 1942
- 206. Infanterie-Division
- 12. Panzer-Division
- 253. Infanterie-Division
- 110. Infanterie-Division
- Division "Großdeutschland"
- 86. Infanterie-Division
- 1. Panzer-Division

12 janvier 1943
- 12. Panzer-Division
- 253. Infanterie-Division
- 110. Infanterie-Division
- 86. Infanterie-Division
- 20. Panzer-Division

4 février 1943
- 253. Infanterie-Division
- 110. Infanterie-Division
- 86. Infanterie-Division

7 juillet 1943
- 78. Sturm-Division
- 216. Infanterie-Division
- 383. Infanterie-Division
- 36. Infanterie-Division

18 août 1943
- 134. Infanterie-Division
- 183. Infanterie-Division
- 95. Infanterie-Division
- 707. Sicherungs-Division

3 octobre 1943
- 383. Infanterie-Division
- 253. Infanterie-Division
- 296. Infanterie-Division
- 134. Infanterie-Division
- 20. Panzer-Division

3 novembre 1943
- 383. Infanterie-Division
- 253. Infanterie-Division
- 296. Infanterie-Division

10 décembre 1943
- 267. Infanterie-Division
- 95. Infanterie-Division
- 260. Infanterie-Division
- 56. Infanterie-Division
- 131. Infanterie-Division

26 décembre 1943
- 267. Infanterie-Division
- 110. Infanterie-Division
- 95. Infanterie-Division
- 260. Infanterie-Division

16 septembre 1944
- 211. Infanterie-Division
- 6. Panzer-Division
- 541. Grenadier-Division
- 292. Infanterie-Division

26 novembre 1944
- 5. Jäger-Division
- 7. Infanterie-Division
- 299. Infanterie-Division
- 541. Volks-Grenadier-Division

1er mars 1945
- 542. Volks-Grenadier-Division
- 232. Infanterie-Division
- 35. Infanterie-Division
- 357. Infanterie-Division
- 83. Infanterie-Division
- 23. Infanterie-Division